# كروزيرو البرازيلية (1942–1967)
كان (الأول) كروزيرو ( Cr$ أو C$ ) هو العملة الرسمية للبرازيل من عام 1942 إلى عام 1967. وقد حل محل الريال القديم (pl. réis)، الذي كان قيد الاستخدام منذ العصر الاستعماري، بسعر 200000 روبية. 1000 دولار = 1 كرور. استُبدلت بدورها بالكروزيرو نوفو، بمعدل 1000 كرور = 1 كرور.
إعيد استخدام اسم كروزيرو لاحقًا لعملتين أخريين، كانتا رسميتين في الفترة من 1970 إلى 1986 (سميت في البداية باسم كروزيرو نوفو لتجنب الخلط بين العملة الجديدة والقديمة) وفي الفترة من 1990 إلى 1993.
تقسم الكروزيرو إلى 100 سنتافو، وهي اتفاقية استمرت في جميع العملات البرازيلية اللاحقة، ولكن في الكروزيرو الأول، لم تصدر قيم أقل من 0.10 كرور روبية أبدًا لأن العملات المعدنية التي تقل قيمتها عن 1000 روبية لم تصدر 100 منذ عام 1935.
كانت الخطة الأصلية، التي يعود تاريخها إلى أواخر عشرينيات القرن العشرين، هي تقديم كروزيرو بقيمة 1000 روبية. عشرة آلاف دولار (عشرة ملايين ريس) وربطها بمعيار الذهب. ومع ذلك، بسبب انهيار عام 1929، وثورة 1930 التي تلتها، والتخلي العالمي عن معيار الذهب عام 1933، أُجهضت الخطة. أُعيدت التسمية في النهاية عام 1942، ولكن بقيمة الكروزيرو. 1000 دولار (مليون ريال) وليس لها أي صلة بمعيار الذهب.

## التاريخ
منذ العصر الاستعماري، كانت العملة الرئيسية في البرازيل هي الريال؛ في البداية كانت نفس العملة البرتغالية، ثم عملة منفصلة بعد استقلال البلاد في عام 1822.
في الأول من نوفمبر عام 1942، استبدل الريال بعملة جديدة، وهي "الكروزيرو"، والتي تبلغ قيمتها رسميًا 10000 روبية. 1000 دولار أمريكي (ميل ريس، تُنطق ميرييس) - والتي استُخدمت لفترة طويلة بشكل غير رسمي كوحدة عملة في معظم معاملات التجزئة. وظلت أوراق الريس النقدية والعملات المعدنية القديمة قيد الاستخدام لفترة. وُضعت على بعضها طوابع تحمل المبلغ بالكروزيرو. وطُبعت أوراق كروزيرو النقدية الجديدة ابتداءً من عام 1943.

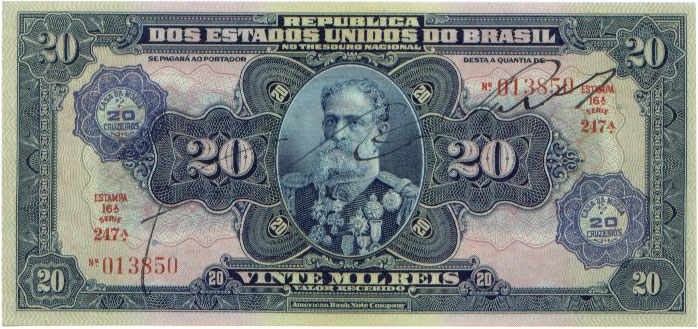
روبية ورقة نقدية بقيمة 20 ألف دولار تحمل ختم "20 كروزيرو" بالقرب من الزاوية اليسرى العليا.

بحلول عام 1967، أدى انخفاض قيمة الكروزيرو (التضخم) إلى جعل الأسعار غير قابلة للإدارة، لذلك في 13 فبراير 1967، أصدرت الحكومة العسكرية مرسومًا باستبدالها بعملة جديدة، وهي الكروزيرو نوفو (NCr$)، بسعر 1 دولار نرويجي = 1000 كرور.

### الاسم
يشير الاسم إلى كوكبة الصليب الجنوبي، المعروفة في البرازيل باسم كروزيرو دو سول، أو ببساطة كروزيرو. وهو بارز في نصف الكرة الجنوبي، ويُعد رمزًا ثقافيًا رئيسيًا في التاريخ البرازيلي. يُستخدم في عدد من أعلام الولايات البرازيلية، وكان جزءًا من شعارات الشركات (مثل بنك سوداميريس السابق أو شركة الطيران كروزيرو دو سول)، كما أعطى اسم نادي كروزيرو الرياضي، أحد فرق كرة القدم البرازيلية الرئيسية.
اقترح اسم كروزيرو للعملة البرازيلية في عام 1926 من قبل الخبير الاقتصادي البرازيلي كارلوس إنجليس دي سوزا (1882-1948). يبدو أن أول افتتاحية لمجلة كروزيرو البرازيلية الأسبوعية تشير إلى هذا الاقتراح باعتباره مصدر إلهام لاسمها.

### الرمز
خالفت عملة الكروزيرو التقاليد البرتغالية والبرازيلية في كتابة مبالغ العملات. فبدلاً من استخدام علامة الدولار المزدوجة (cifrão) كفاصل للآلاف (كما كان متبعًا في الريال) أو كفاصل للكسور العشرية (كما اعتمدت البرتغال عند انتقالها إلى الإسكودو والسنتافو)، اتبعت عملة الكروزيرو أسلوبها التقليدي في كتابة الأرقام عمومًا، مع استخدام النقطة (".") والفاصلة (",") لهاتين الدالتين على التوالي.
احتفظ بعلامة الدولار، ولكن كجزء من رمز العملة الجديد "Cr" $" (حرفين منفصلين وعلامة دولار ذات خط واحد، مع مسافة قبل الأخيرة، لتكتب قبل الرقم، "مهما كان مقداره". ومع ذلك، في السنوات اللاحقة، غالبًا ما استخدم متغير الخطين للعلامة أيضًا، وكانت بالعادة تحذف المسافة. كما قدمت بعض الآلات الكاتبة والخطوط رباطًا طباعيًا "₢" (متوفر في Unicode) ليحل محل "Cr" (وبالتالي إنتاج "₢$").

## العملات المعدنية
طُرحت ست فئات من العملات المعدنية عام 1942: 0.10 كرور روبي، 0.20 كرور روبي، 0.50 كرور روبي، و1 كرور روبي، 2 كرور روبي، و5 كرور روبي. في البداية، سُكّت السنتافو من النيكل النحاسي، ثم تحولت إلى البرونز الألومنيومي عام 1943، بينما سُكّت الكروزيرو من البرونز الألومنيومي منذ البداية. لم تُسكّ فئة 5 كرور روبية بعد عام 1943.

#### أول إصدار للعملات المعدنية القياسية المتداولة في كروزيرو (1942-1967)
| العكس | وجه العملة | قيمة            | القطر  | فترة سك العملة |
| ----- | ---------- | --------------- | ------ | -------------- |
|       |            | 0.10 كرور روبية | 17 ملم | 1942–1947      |
|       |            | 0.20 كرور روبية | 19 ملم | 1942–1948      |
|       |            | 0.50 كرور روبية | 21 ملم | 1942–1947      |
|       |            | 1 كرور روبية    | 23 ملم | 1942-1956      |
|       |            | 2 كرور روبية    | 25 ملم | 1942-1956      |
|       |            | 5 كرور روبية    | 27 ملم | 1942–1943      |

بعد انتهاء عهد فارغاس، صدرت في عامي 1947 و1948 عملات بديلة من فئات 0.10 و0.20 و0.50 كرور روبي، لم تحمل صورة جيتوليو فارغاس على وجهها. وضمت التصاميم الجديدة تماثيل نصفية لشخصيات برازيلية بارزة، بالإضافة إلى الرئيس الجديد، دوترا.

#### الإصدار الثاني من العملات المعدنية المتداولة القياسية لكروزيرو (1942-1967)
| العكس | وجه العملة | قيمة            | القطر  | فترة سك العملة |
| ----- | ---------- | --------------- | ------ | -------------- |
|       |            | 0.10 كرور روبية | 17 ملم | 1947–1955      |
|       |            | 0.20 كرور روبية | 19 ملم | 1948–1956      |
|       |            | 0.50 كرور روبية | 21 ملم | 1948–1956      |

طُرحت لاحقًا بعض التصاميم الإضافية في عامي 1956 و1957، مما أدى في النهاية إلى استبدال البرونز الألومنيومي في جميع العملات المعدنية. في عام 1956، صدرت عملات معدنية برونزية من الألومنيوم بفئات 50 سنتافو، وكروزيرو واحد، وكروزيرو اثنين، مستفيدةً من قطع برونزية قديمة من الألومنيوم استُخدمت لإصدار عملات 10 سنتافو، و20 سنتافو، و50 سنتافو على التوالي. في عام 1957، بدأ إصدار هذه الفئات أيضًا من الألومنيوم. وسُكّت العملات المعدنية التي يعود تاريخها إلى عام 1961 بهذه الفئات.

#### الإصدار الثالث من العملات المعدنية المتداولة القياسية لكروزيرو (1942-1967)
| العكس | وجه العملة | قيمة            | القطر  | فترة سك العملة |
| ----- | ---------- | --------------- | ------ | -------------- |
|       |            | 0.50 كرور روبية | 17 ملم | 1956           |
|       |            | 1 كرور روبية    | 19 ملم | 1956           |
|       |            | 2 كرور روبية    | 21 ملم | 1956           |
|       |            | 0.10 كرور روبية | 17 ملم | 1956–1961      |
|       |            | 0.20 كرور روبية | 19 ملم | 1956–1961      |
|       |            | 0.50 كرور روبية | 21 ملم | 1957–1961      |
|       |            | 1 كرور روبية    | 23 ملم | 1957–1961      |
|       |            | 2 كرور روبية    | 25 ملم | 1957–1961      |

في عام 1964، أنشأ القانون 4511 نهاية السنت وإصدار عملات معدنية من فئة 1 كرور روبية، و2 كرور روبية، و5 كرور روبية، و10 كرور روبية، و20 كرور روبية، و50 كرور روبية، و100 كرور روبية، و200 كرور روبية، و500 كرور روبية، مع إطلاق العملات المعدنية من فئة 10 كرور روبية، و20 كرور روبية، و50 كرور روبية فقط في عام 1965.
فقدت هذه العملات المعدنية قيمتها في فبراير 1968، بعد عام من إدخال عملة كروزيرو نوفو، حيث كانت مدة بقائها في التداول أقصر من العملات الورقية ذات القيمة المكافئة، حيث لم تستبدل بشكل مباشر بالعملات المعدنية المكافئة من عملة كروزيرو نوفو.

#### الإصدار الرابع من العملات المعدنية المتداولة القياسية لكروزيرو (1942-1967)
| العكس | وجه العملة | قيمة          | القطر  | فترة سك العملة |
| ----- | ---------- | ------------- | ------ | -------------- |
|       |            | 10 كرور روبية | 23 ملم | 1965           |
|       |            | 20 كرور روبية | 25 ملم | 1965           |
|       |            | 50 كرور روبية | 17 ملم | 1965           |

## الأوراق النقدية
طُبعت أولى الأوراق النقدية فوق أوراق ميل ريس السابقة، بفئات 5 كروات روبية، 10 كروات روبية، 20 كرور روبية، 50 كرور روبية، 100 كرور روبية، 200 كرور روبية، و500 كرور روبية. بدأ إصدار أوراق كروزيرو النقدية بانتظام عام 1943 بإضافة أوراق نقدية من فئة 1000 كرور روبية. طُرحت أوراق نقدية من فئة 1 كرور روبية و2 كرور روبية عام 1944، وتوقف إصدارها بعد عام 1958.
باستثناء ورقة النقد بقيمة 1 Cr$، التي أنتجتها شركة American Bank Note Company فقط، صدرت الأوراق النقدية الأخرى من هذا المعيار بموجب طابع ثانٍ من Thomas de la Rue، وتحمل ذكر "2ª estampa" مع اختلافات في لون وجه الورقة النقدية، مع إصدار أوراق نقدية بقيمة 5 Cr$ حتى عام 1965 والأوراق النقدية الأخرى (باستثناء ورقة النقد النادرة بقيمة 200 Cr$ من الطابع الثاني) صدرت حتى دخول كروزيرو نوفو إلى التداول.

كانت أولى الأوراق النقدية من هذا الطراز تحمل توقيعات شخصية، وهو تقليد استمر حتى أوائل خمسينيات القرن العشرين، حين بدأت التوقيعات بالظهور على أختام دقيقة. تحمل "Nota do Índio" والأوراق النقدية الصادرة حتى نهاية الخمسينيات عبارة "No Tesouro Nacional se pagará ao portador a quantia de" (لا يُدفع الرصيد الوطني مقابل الكمية) مع القيمة الكاملة متبوعة بعبارة "Valor recebido" في النهاية. أما الأوراق النقدية الصادرة في ستينيات القرن العشرين من قِبل شركة American Bank Note Company و Thomas de la Rue بمبالغ تتراوح بين 5 و5000 كرور روبي، فتظهر فقط مع حذف العبارات المذكورة سابقًا: "República dos Estados Unidos do Brasil" و"Tesouro Nacional" و"Valor Legal".

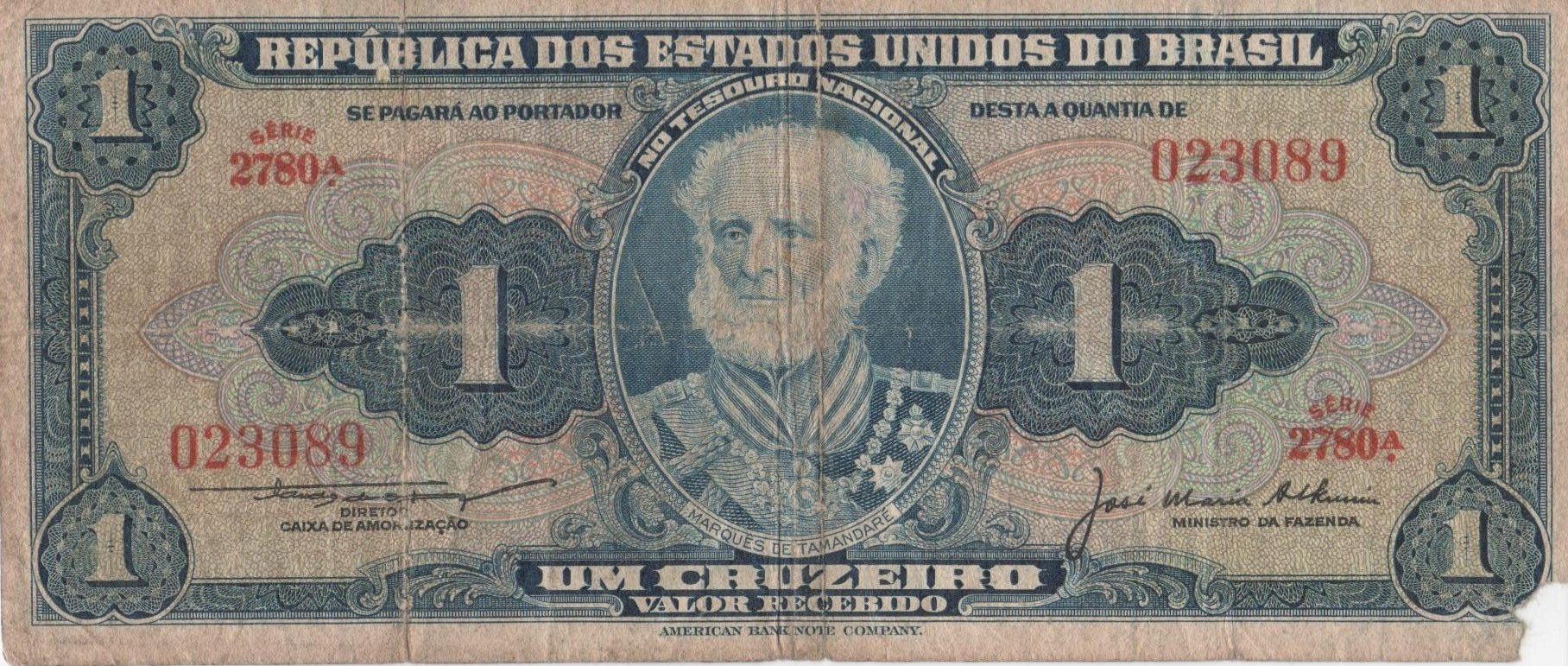
ورقة نقدية بقيمة 1 كرور روبية، عليها صورة ماركيز تامانداري[الإنجليزية]
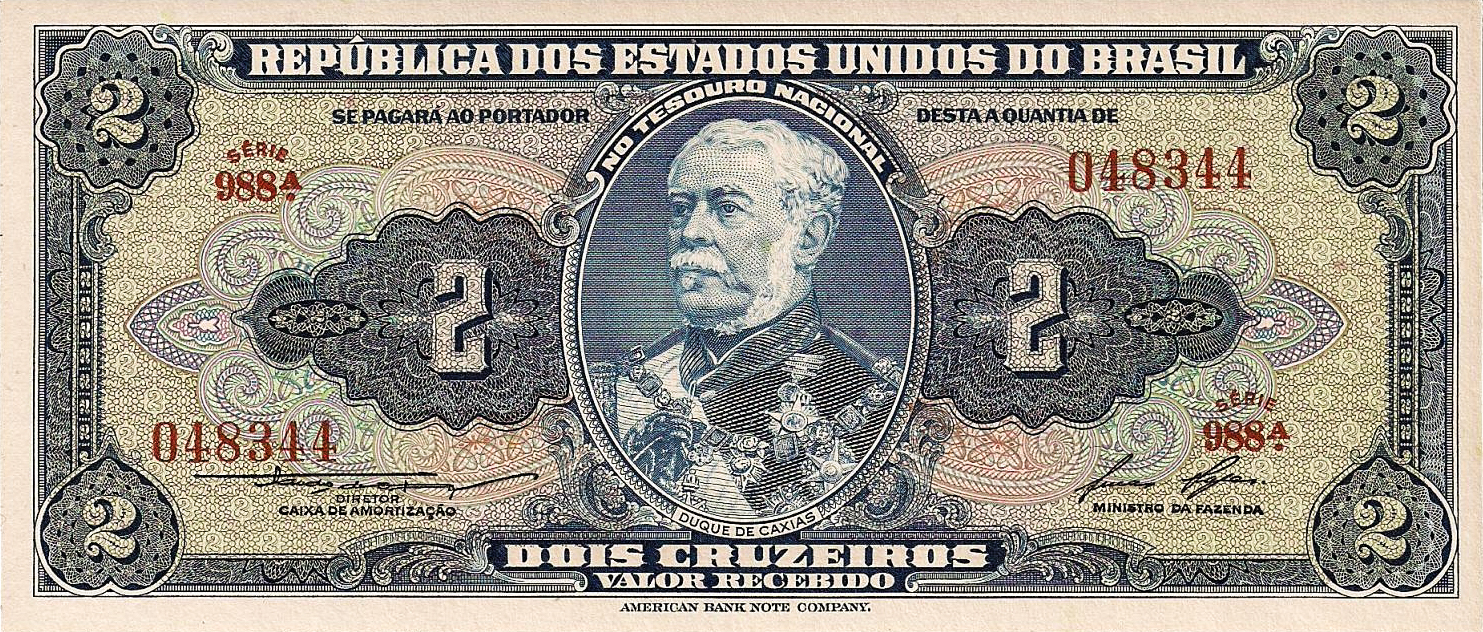
ورقة نقدية من فئة 2 دولار كندي، تحمل صورة دوق كاشياس .
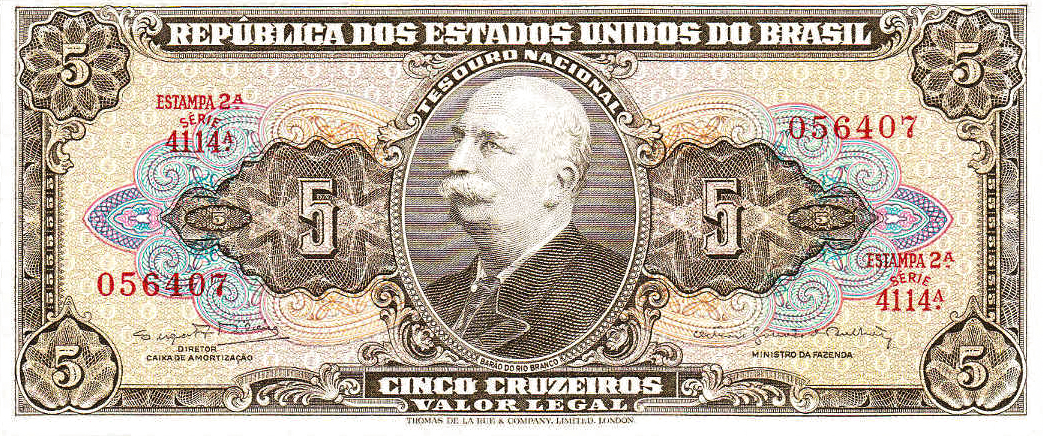
ورقة نقدية بقيمة 5 دولارات كرواتية، تصور بارون ريو برانكو

في عام 1961، أصدرت دار النقود البرازيلية الطابع الثالث من فئة 5 كروات روبية، المسمى "نوتا دو إنديو"، بشكل تجريبي. وقد ساهم قلة عدد طبعات هذه الورقة النقدية الصادرة بين عامي 1961 و1962، بالإضافة إلى قيمتها المادية المنخفضة، في جعلها تذكارًا حقيقيًا يجمعه هواة جمع العملات.

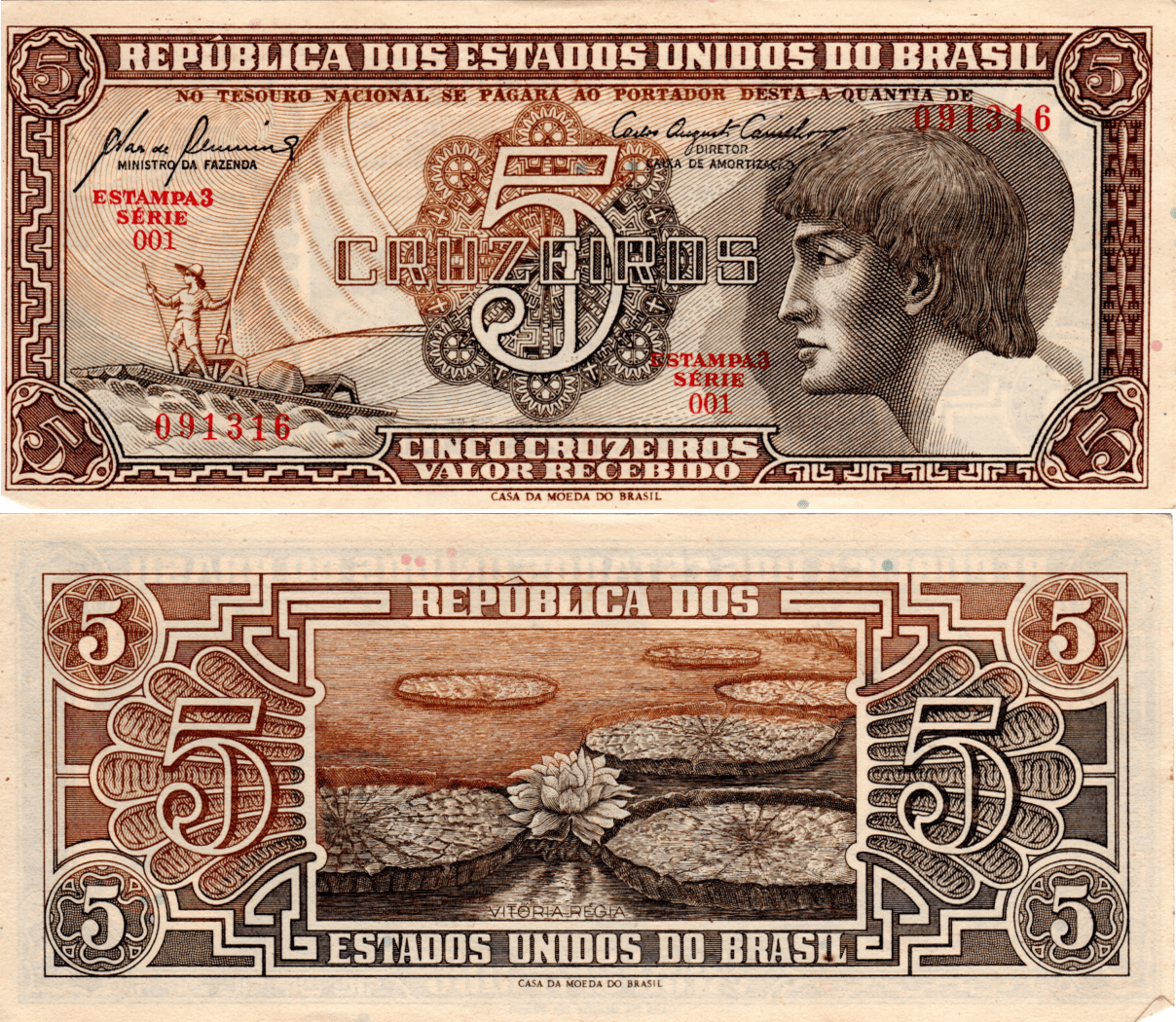
ورقة نقدية بقيمة 5 ريال برازيلي صدرت في عام 1961 تصور السكان الأصليين والجانغادا وفيكتوريا ريجيا

في عام 1962، نصّ القانون رقم 4190 على أن تحمل أوراق كروزيرو النقدية عبارات "جمهورية الولايات المتحدة البرازيلية" و"النقد الوطني" و"القيمة القانونية" على وجه الأوراق النقدية، وأقرّ إصدار ورقة نقدية من فئة 5000 كرور روبية، والتي طُرحت للتداول عام 1963. في ديسمبر 1964، نصّ القانون رقم 4511 على إنهاء استخدام السنتافو، وإصدار عملات معدنية من فئات 1 كرور روبية، و2 كرور روبية، و5 كرور روبية، و10 كرور روبية، و20 كرور روبية، و50 كرور روبية، و100 كرور روبية، و200 كرور روبية، و500 كرور روبية، بالإضافة إلى إصدار ورقة نقدية من فئة 10000 كرور روبية، والتي أصبحت الورقة النقدية الوحيدة من هذا الطراز التي أصدرها البنك المركزي البرازيلي والتي تحمل اسم "البنك المركزي" بدلاً من اسم "النقد الوطني" الموجود في الأوراق النقدية الأخرى الصادرة بهذا المعيار النقدي.
كانت آخر الأوراق النقدية من هذا المعيار تحمل طابعًا مكافئًا مثبتًا منذ عام 1967 فصاعدًا بالقيمة المقابلة للورقة النقدية في Cruzeiros Novos، والتي استخدمت مؤقتًا في الانتقال بين الأوراق النقدية المنتجة في الخارج إلى عملات السنتافو الجديدة التي بدأ سكها من عام 1967 والأوراق النقدية التي ستنتج بشكل رئيسي بواسطة Casa da Moeda do Brasil من عام 1970.

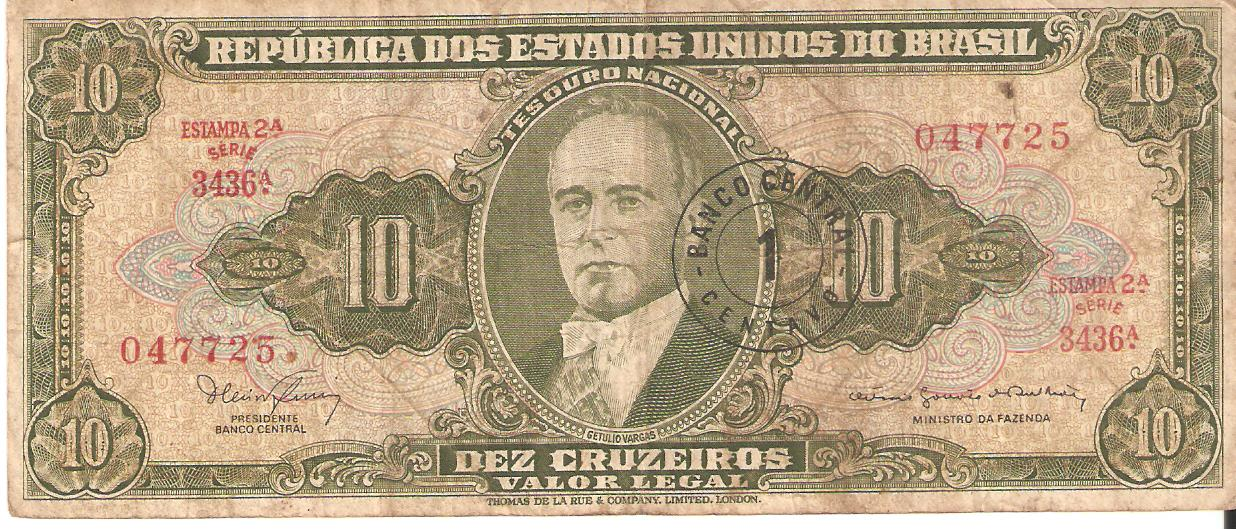
ورقة نقدية بقيمة 10 ريال برازيلي، تحمل صورة جيتوليو فارغاس، مع ختم "1 سنتافو" أو 0.01 ريال برازيلي طبقت بعد عام 1967.